# فرانك ياكوبسن
فرانك ياكوبسن (بالنرويجية: Frank Jakobsen)‏ (و. 1954  م) هو عازف جاز، وملحن نرويجي، ولد في برغن، يستخدم آلات طقم طبول.

## روابط خارجية
- فرانك ياكوبسن على موقع ميوزك برينز (الإنجليزية)
- فرانك ياكوبسن على موقع ديسكوغز (الإنجليزية)